# (20025) Petronaviera
(20025) Petronaviera es un asteroide perteneciente al cinturón de asteroides descubierto por el equipo del Uppsala-ESO Survey of Asteroids and Comets el 29 de febrero de 1992 desde el Observatorio de La Silla, Chile.

## Designación y nombre
Petronaviera fue designado al principio como 1992 DU7.
Más tarde, se nombró en honor de Petrona Viera (1895–1960), quien fue una pintora uruguaya sorda, reconocida por ser la primera pintora profesional del Uruguay y por su participación en el movimiento Planismo. Su mundo, en silencio, se expresó en múltiples obras que hoy forman parte del patrimonio de Uruguay.

## Características orbitales
Petronaviera orbita a una distancia media de 2,952 ua del Sol, pudiendo acercarse hasta 2,685 ua y alejarse hasta 3,218 ua. Tiene una inclinación orbital de 2,425 grados y una excentricidad de 0,090. Emplea 1852,10 días en completar una órbita alrededor del Sol. 
Su último acercamiento a la órbita de Júpiter ocurrió el 9 de octubre de 1929.
Pertenece a la familia de asteroides de (158) Koronis.

## Características físicas
La magnitud absoluta de Petronaviera es 13,98.